# رودولفو أسيفيدو
رودولفو أسيفيدو (بالإسبانية: Rodolfo Acevedo)‏ هو كاتب ومؤرخ تشيلي، ولد في 13 يونيو 1951، وتوفي في 17 فبراير 2012.